# عشب الربيع السفوي
عشب الربيع السفوي (الاسم العلمي:Anthoxanthum aristatum) هو نوع من النباتات يتبع جنس عشب الربيع من الفصيلة النجيلية.